# Cupido minimus
Cupido minimus é uma espécie de insetos lepidópteros, mais especificamente de borboletas pertencente à família Lycaenidae.

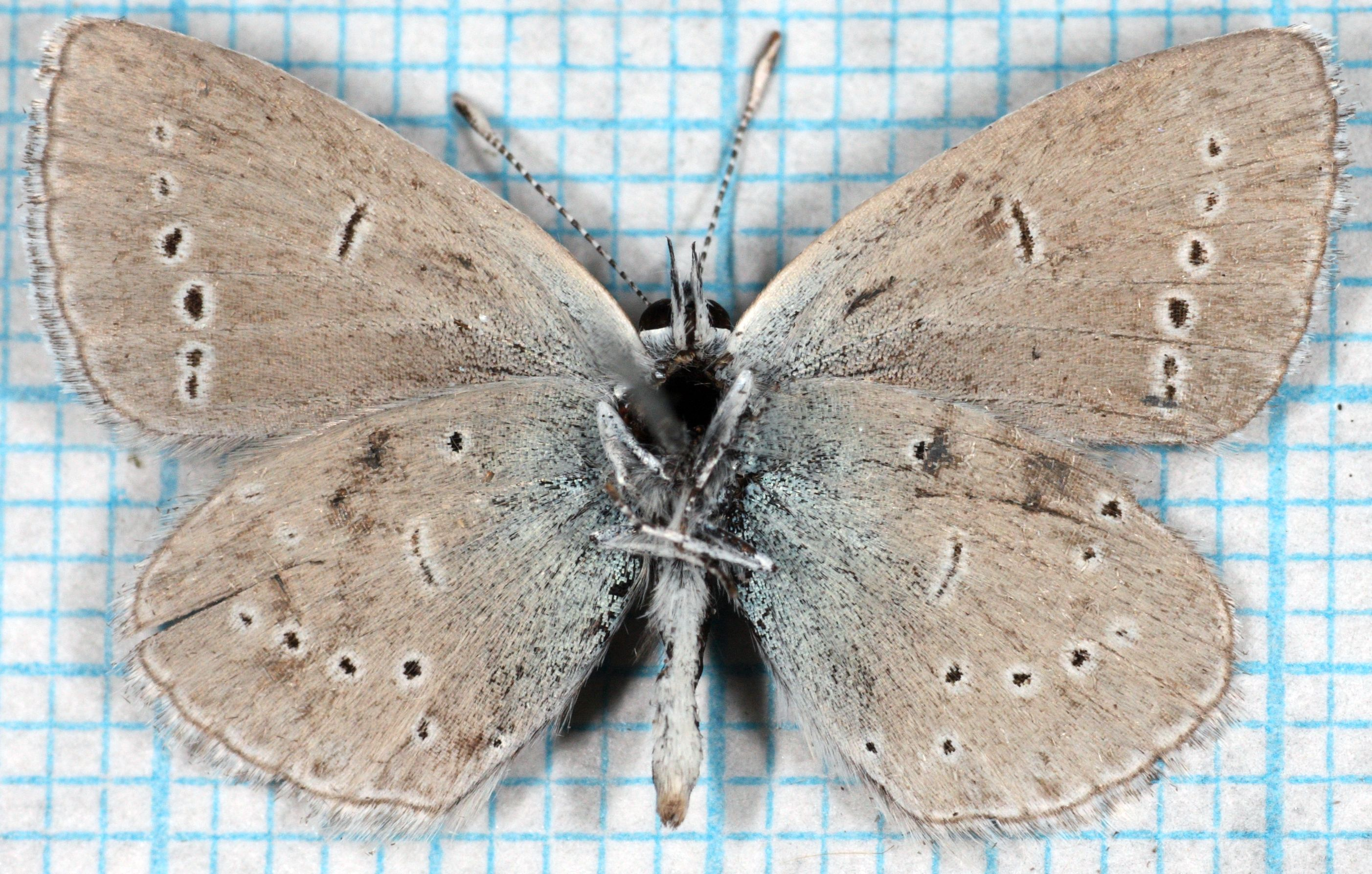

A autoridade científica da espécie é Fuessly, tendo sido descrita no ano de 1775.
Trata-se de uma espécie presente no território português.